# Margaritopsis haematocarpa
Margaritopsis haematocarpa är en måreväxtart som först beskrevs av Paul Carpenter Standley, och fick sitt nu gällande namn av Charlotte M. Taylor. Margaritopsis haematocarpa ingår i släktet Margaritopsis och familjen måreväxter. Inga underarter finns listade i Catalogue of Life.